# Fundació HEC
La Fundació HEC (francès : Fondation de l’École des hautes études commerciales de Paris) va ser fundada el 1972. L'objectiu de la Fundació, tal com va ser presentat per HEC, és ajudar en el desenvolupament de l'escola. Els objectius inclouen l'obertura internacional i social, així com la transformació digital de l'escola. La fundació té reconeixement d'utilitat pública des del 1973.